# Kunikida Doppo
Kunikida Doppo (en kanji : 國木田 獨歩), né le 30 août 1871 à Chōshi et mort le 23 juin 1908 à Tokyo, est un écrivain japonais auteur de romans ainsi que de recueils de poésie romantique pendant l'ère Meiji. Il est l'un des initiateurs du naturalisme japonais.

## Biographie

### Jeunesse
Son vrai nom est Kunikida Tetsuo. Il y a doutes quant à l'identité de son père. Élevé par sa mère et le mari de celle-ci, samouraï, ils déménagèrent à Tōkyō en 1874, puis vers la préfecture de Yamaguchi ; le jeune Kunikida grandit donc à Iwakuni. Il eut un grand amour pour la nature grâce à la région rurale de Choshu dans laquelle il grandit. Ceci influença profondément le naturalisme de ses œuvres.
Il abandonna ses études en 1888 pour aider à subvenir aux besoins de sa famille, mais partit un an plus tard pour Tōkyō pour les reprendre.
Il étudia à la faculté d'anglais de la Tokyo Semmon Gakko (aujourd'hui l'Université Waseda). S'intéressant à la démocratie occidentale, son attitude politique rebelle envers l'administration de l'école résulta en son expulsion en 1891.
Il se convertit au christianisme à l'âge de 21 ans, baptisé par Uemura Masahisa. Sa religion et la poésie de William Wordsworth influenceront son style littéraire.

### Carrière
Il fonda un magazine littéraire, Seinen bungaku (« Littérature pour la jeunesse ») en 1892, et commença son journal intime Azamukazaru no ki (« Un Témoignage honnête ») en 1893, l'année où il commença à enseigner l'anglais, les mathématiques et l'histoire à Saiki, une autre région rurale du pays.
Il rejoignit le journal Kokumin Shimbun en 1894 en tant que correspondant de guerre. Ses articles sur le front de la guerre sino-japonaise, très respectés, seront publiés dans un recueil posthume appelé Aitei Tsushin (« Communiqués à un frère aimé »).
L'année suivante, il s'installa de nouveau à Tōkyō. Il y édita le magazine Kokumin no Tomo (« L'Ami de la nation »), et y rencontra celle qui deviendra plus tard sa femme, Sasaki Nobuko (Arishima Takeo est supposé avoir basé son célèbre roman Aru Onna sur elle). Ils se marièrent en novembre 1895 malgré l'opposition de la famille de Sasaki (sa mère l'encouragea à se suicider plutôt que se marier avec Kunikida). Doppo ayant ensuite des difficultés financières, Sasaki, enceinte, divorça après seulement cinq mois. Ce mariage raté traumatisa le poète ; sa dépression et son angoisse peuvent se lire dans Azamukazaru no ki, publié de 1908 à 1909.
Peu après son divorce, son style se tourna vers la poésie romantique ; il fut le coauteur de Jojoshi (« Poésie lyrique »), un recueil de poésie publié en 1897, avec Katai Tayama et Yanagita Kunio. C'est en cette époque aussi qu'il publia plusieurs poèmes qui seront plus tard recueillis dans Doppo gin, ainsi que la nouvelle Gen Oji (« Vieux Gen »). Il introduit un nouveau style de littérature romantique lyrique.
Il se remaria en 1898 avec Enomoto Haruko et publia son premier recueil de nouvelles, Musashino (« La Plaine de Musashi ») en 1901.
Toutefois, son style commença à se changer. Quoique Haru no Tori (« Oiseaux de printemps »), atteindra les plus hauts sommets du romanticisme de l'époque, ses œuvres postérieures, dont Kyushi (« La Mort d'un pauvre ») et Take no Kido (« La Porte de bambou »), indiqueront une préférence pour le naturalisme.
Après la Guerre russo-japonaise de 1905, Kunikida fonda une maison d'édition qui fera faillite deux ans plus tard.
Il tombera malade de tuberculose en 1907 et en mourra l'année suivante à l'âge de 36 ans. Sa tombe est dans le cimetière Aoyama de Tokyo.

## Liste des œuvres traduites en français
- L'Îlot du large (Oki no kojima), dans Les Cinq continents. Anthologie mondiale de poésie contemporaine (p. 267), poème traduit par T. Yanaguisawa, La Renaissance du livre, 1922.
- Le Rire dans les larmes (Nakiwarai), La Chasteté (Teisô) et La Tristesse d'un enfant (Shônen no hiai), dans Anthologie de la littérature japonaise contemporaine (p. 117-125, 158-170, 186-202), textes traduits par M. Yoshitomi, Xavier Drevet, 1924.
- Le Vieux Gen (Gen-oji), dans Anthologie de nouvelles japonaises contemporaines (Tome II), nouvelle traduite par Jean-Noël Robert, Gallimard, 1989 ; repris dans Le Recueil de la falaise verte : Kôans et poésies du zen, Albin Michel, 2000.